# Pod de apeduct
Podurile de apeducte sunt poduri construite pentru a transporta apa deasupra obstacolelor precum văi și râpe.